# 8 × 50 мм R Лебель
8×50 мм R Лебель — французский унитарный винтовочный патрон с выступающим фланцем. Патрон был создан в конце XIX века для винтовки Николя Лебеля, стоящей на вооружении во французской армии. Он был спроектирован на основе 11×59 мм R Gras и принят на вооружение в 1886 году.

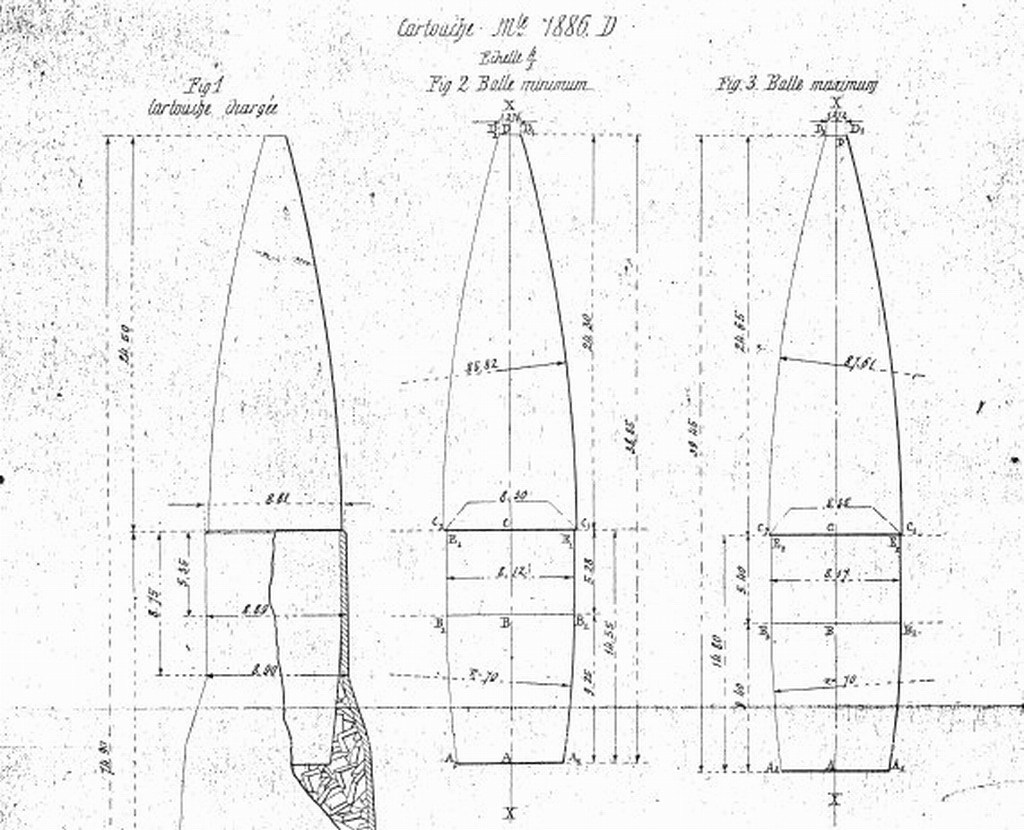
Технические чертежи остроконечной винтовочной пули "Balle D"

В 1898 году патрон улучшили, перейдя к остроконечной пуле с коническим донцем (Balle D). В 1932 году перешли к оболочечной пуле (Balle N).
Первый в мире широко используемый патрон на бездымном порохе, положивший начало винтовочным патронам современного типа калибра 6,5—8 мм. Также первый в мире патрон с остроконечной пулей.

## Оружие
- St. Étienne M1907
- Lebel M1886
- Chauchat M1915
- Fusil Gras mle 1874
- Hotchkiss Mle 1897/1900/1908/1914
- Hotchkiss Mle 1909

## Эксплуатанты
- Франция;
- Российская империя,  РСФСР,  СССР: использовались в винтовках Lebel M1886, пулемётах St. Étienne M1907, Hotchkiss Mle 1914 и Chauchat M1915 в период 1916—1941;
- Греция: использовались в пулемётах St. Étienne M1907 в период 1917—1940;
- Италия: применялись в пулемётах St. Étienne M1907 в период 1917—1918;
- Вторая Испанская Республика: использовались в винтовках Lebel M1886 республиканскими силами в Гражданской войне;
- США: применялись в пулемётах Hotchkiss Mle 1914 и Chauchat M1915 в период 1917—1918;
- Японская империя: применялись в пулемётах Hotchkiss Mle 1897 во время Русско-японской войны.